# Guérigny
Guérigny ist eine französische Stadt mit 2.512 Einwohnern (Stand: 1. Januar 2022) im Département Nièvre in der Region Bourgogne-Franche-Comté. Sie gehört zum Arrondissement Nevers und zum Kanton Guérigny. Die Bewohner werden Guérignois und Guérignoises genannt.
Die Gemeinde erhielt 2022 die Auszeichnung „Zwei Blumen“, die vom Conseil national des villes et villages fleuris (CNVVF) im Rahmen des jährlichen Wettbewerbs der blumengeschmückten Städte und Dörfer verliehen wird.

## Geografie
Guérigny liegt etwa 20 Kilometer nördlich von Nevers am Fluss Nièvre, in den hier der Nièvre d’Arzembouy mündet. Umgeben wird Guérigny von den Nachbargemeinden Saint-Aubin-les-Forges im Nordwesten, Poiseux im Norden, Vaux d’Amognes im Osten, Urzy im Süden sowie Parigny-les-Vaux im Westen.
Durch die Gemeinde führt die frühere Route nationale 77 (heutige D977).

## Bevölkerungsentwicklung
| Jahr                       | 1962 | 1968 | 1975 | 1982 | 1990 | 1999 | 2006 | 2012 | 2019 |
| Einwohner                  | 2961 | 2984 | 2472 | 2417 | 2414 | 2474 | 2561 | 2577 | 2510 |
| Quellen: Cassini und INSEE |      |      |      |      |      |      |      |      |      |

## Sehenswürdigkeiten
- Kirche Saint-Pierre
- Königliche Schmiede aus dem 19. Jahrhundert, seit 1982 in Teilen als Monument historique eingeschrieben, seit 1991 in weiteren Teilen klassifiziert, seit 2020 in weiteren Teilen eingeschrieben
- Schloss Villemenant aus dem 14. und 15. Jahrhundert, seit 1930 als Monument historique klassifiziert
- Schloss Bizy
- Schloss Les Bordes aus dem 15. Jahrhundert
- Schloss Luanges aus dem 19. Jahrhundert
- Schloss Les Évêques aus dem 17. Jahrhundert
- Schloss La Chaussade aus dem 18. Jahrhundert, seit 2002 als Monument historique eingeschrieben
- Kino Le Rex aus dem Jahre 1930 im Art-déco-Stil errichtet

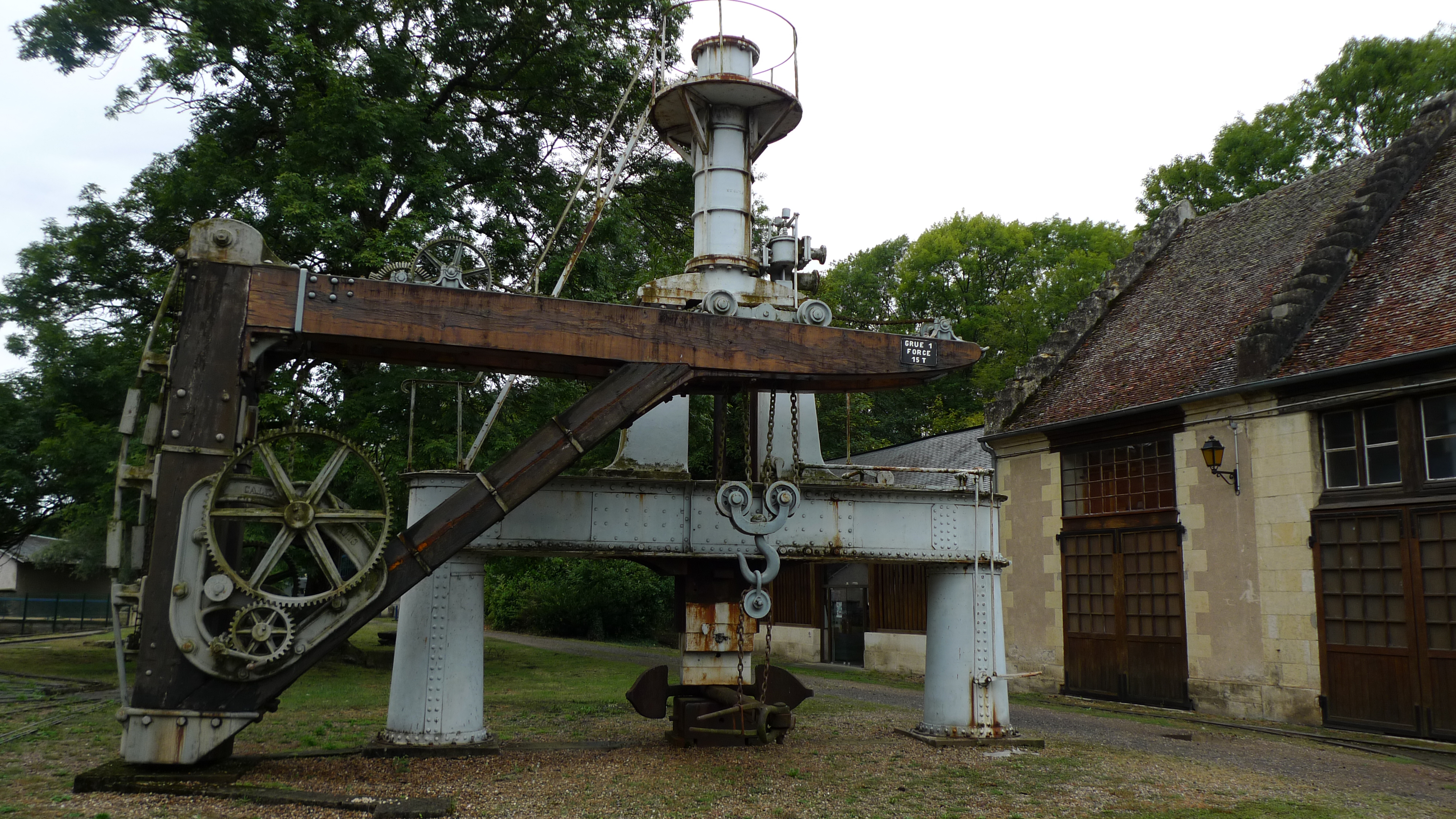
Königliche Schmiede
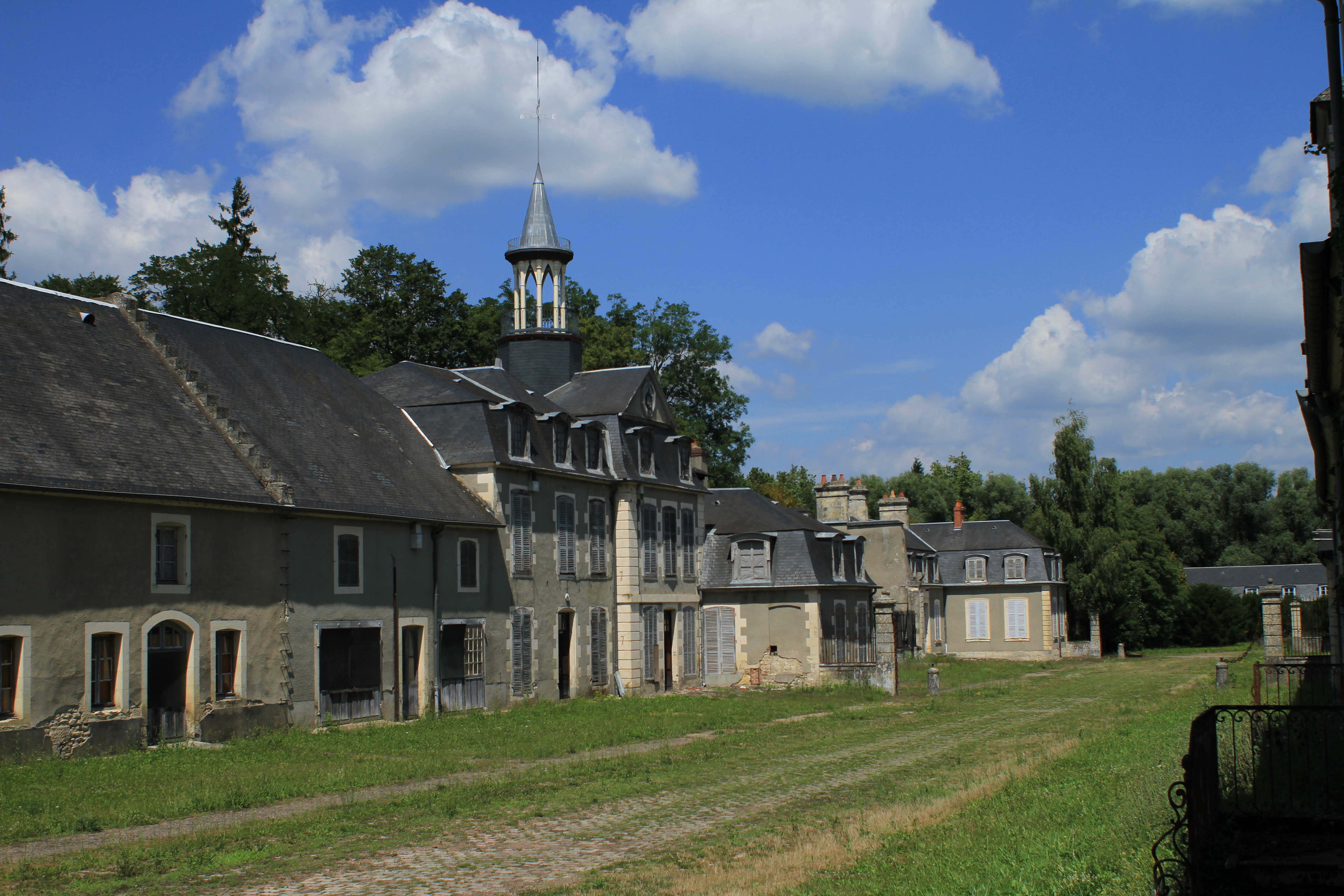
Schloss La Chaussade

## Persönlichkeiten
- Jean-Baptiste Édouard Bornet (1828–1911), französischer Botaniker, geboren in Guérigny
- Marcel Déat (1894–1955), französischer Politiker vor und während des Zweiten Weltkriegs, geboren in Guérigny